# Grzegorz Wójtowicz (siatkarz)
Grzegorz Wójtowicz (ur. 26 czerwca 1989 w Kędzierzynie-Koźlu) – polski siatkarz, grający na pozycji przyjmującego. 

## Sukcesy klubowe
Puchar CEV:
- 2011

Mistrzostwo Polski:
- 2019
- 2011

Mistrzostwo I Ligi:
- 2017
- 2012

Puchar Polski:
- 2019